# Pakistan Army
Die Pakistan Army (Urdu پاکستان فوج) sind die Landstreitkräfte Pakistans und mit 560.000 Soldaten die stärkste Teilstreitkraft der Pakistanischen Streitkräfte.

## Geschichte
Das Heer wurde mit der Unabhängigkeit Pakistans 1947 gegründet. Die damalige Britisch-Indische Armee wurde in zwei Lager aufgeteilt, 260.000 Soldaten stellten die neue indische Armee und 140.000 die neuen pakistanischen Streitkräfte. In der Anfangszeit kamen noch über die Hälfte der Offiziere aus Großbritannien, das Heer wurde noch bis 1951 von britischen Generälen befehligt.

### Kriege
Schon wenige Monate später entstand um die Region Kaschmir ein Krieg zwischen Indien und Pakistan. Das pakistanische Heer hielt die indische Armee auf und so endete der Krieg im Januar 1949 mit der Teilung Kaschmirs. Im Zweiten Indisch-Pakistanischen Krieg 1965 versuchte Pakistan mit Hilfe seiner Landstreitkräfte, die Region Kaschmir ganz einzunehmen. Der Versuch missglückte und wenige Wochen später arrangierten die Vereinten Nationen einen Waffenstillstand. 1971 entstand durch Unabhängigkeitsbestrebungen vom damaligen Ostpakistan der Bangladesch-Krieg, indem auch wenige Monate später Indien eingriff und Ostpakistan (Bangladesch) zur Unabhängigkeit verhalf. Das pakistanische Heer verübte in diesem Krieg mehrere Kriegsverbrechen, darunter Vergewaltigungen und Morde an Zivilisten. Im Jahr 1999 versuchte die pakistanische Armee erneut Kaschmir einzunehmen, auch dieser Versuch scheiterte. Die Lage wurde prekär, da beide Länder Atommächte waren.
Der Krieg gegen den Terror, welcher die USA im Nachbarland Afghanistan führte, ging auch in Pakistan nicht spurlos vorbei. Pakistan stellte sich auf die Seite der Vereinigten Staaten und wurde dabei öfters selber Ziel der Terroristen. Dies endete in einem Krieg gegen den Terror im eigenen Land, welcher seit 2004 läuft.

### Putschversuche
Seit der Unabhängigkeit Pakistans von Großbritannien verübte das Militär, darunter besonders das Heer, mehrere Putsche. So wurde 1958 Muhammed Ayub Khan Präsident, nachdem dieser Iskander Mirza absetzte. Nach über zehn Jahren an der Macht übergab Khan die Macht 1969 an General Yahya Khan. Nach seiner Niederlage und dem Völkermord wurde Yahya Khan Ende 1971 abgesetzt. Schon sechs Jahre später übernahm General Mohammed Zia-ul-Haq die Macht über das Land. Er regierte 11 Jahre lang, bis er bei einem ungeklärten Flugzeugabsturz ums Leben kam. Im Jahr 1999 Putschte der damalige Stabschef der Armee Pervez Musharraf und setzte die Verfassung außer Kraft. Er behielt die Macht bis zum Jahr 2008.

## Ausrüstung
Das Pakistanische Heer verfügt über folgende, Fahrzeuge, Geschütze und Luftfahrzeuge:

### Fahrzeuge

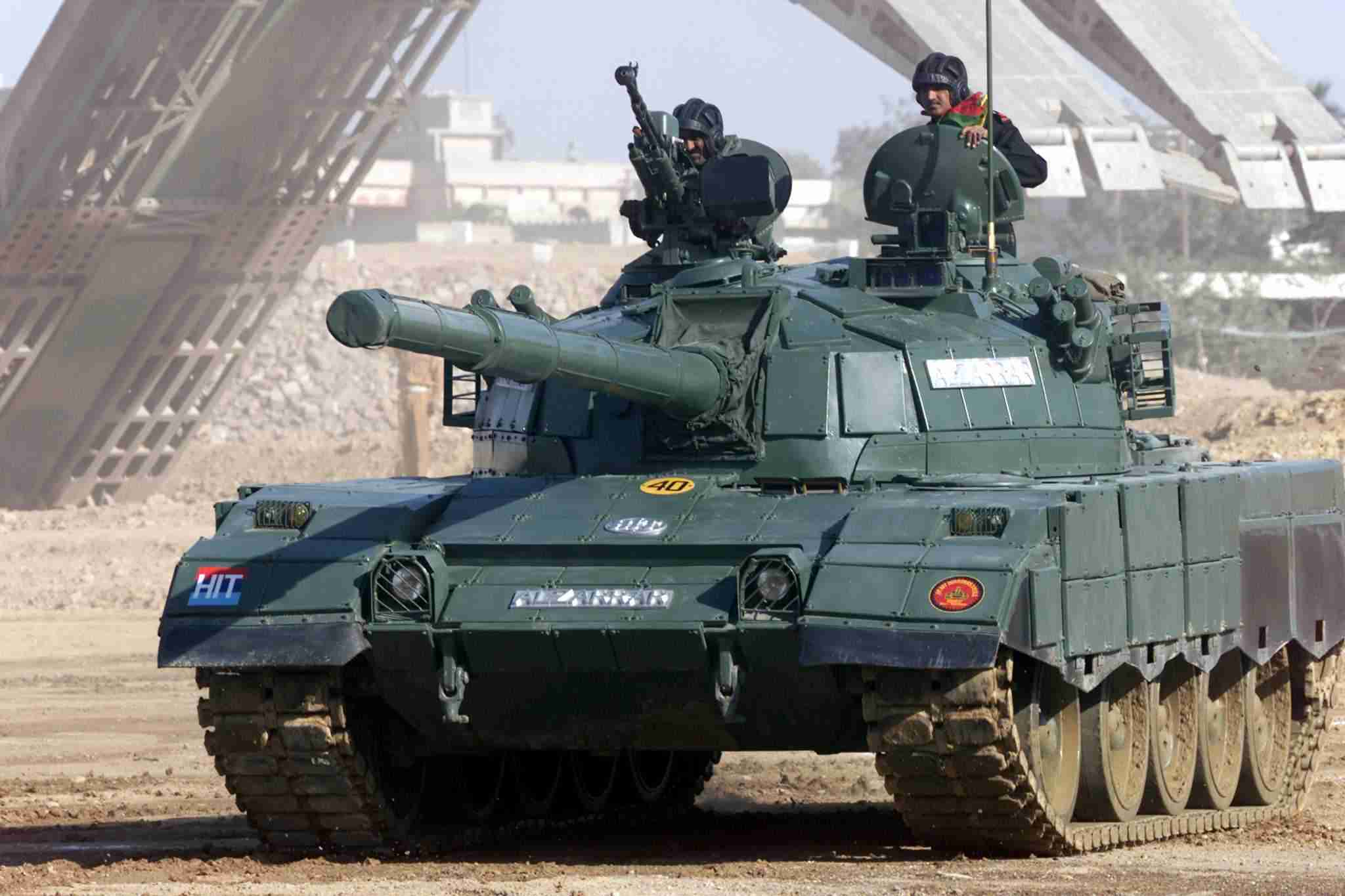
Al-Zarrar Kampfpanzer

| Typ                   | Herkunft                    | Funktion               | Version                  | Anzahl         | Anmerkungen                                                                                       |
| --------------------- | --------------------------- | ---------------------- | ------------------------ | -------------- | ------------------------------------------------------------------------------------------------- |
| Al-Khalid             | Pakistan                    | Kampfpanzer            | Al-Khalid I              | 300ca. 110     | Nutzt T-80UD Motoren aus der Ukraine                                                              |
| T-80                  | Sowjetunion                 | Kampfpanzer            | T-80UD                   | 315            | Geliefert durch die Ukraine                                                                       |
| Al-Zarrar             | Pakistan                    | Kampfpanzer            |                          | ca. 500        | Modernisierte Type 59-II                                                                          |
| Type 59               | Volksrepublik China         | Kampfpanzer            | Type 59-II               | ca. 600        |                                                                                                   |
| Typ 69                | Volksrepublik China         | Kampfpanzer            | Type 69-IIMP             | 400            |                                                                                                   |
| Typ 85                | Volksrepublik China         | Kampfpanzer            | Type 85-IIAP             | 268            |                                                                                                   |
| VT-4                  | Volksrepublik China         | Kampfpanzer            | Haider                   | 44             | Insgesamt sollen 679 Panzer geliefert werden. Die meisten werden unter Lizenz in Pakistan gebaut. |
| M113                  | Vereinigte Staaten Pakistan | Mannschaftstransporter | A1/A2/PTalhaVCC-1/ VCC-2 | 2300ca. 200600 |                                                                                                   |
| YW 531                | Volksrepublik China         | Mannschaftstransporter |                          | ca. 100        |                                                                                                   |
| International MaxxPro | Vereinigte Staaten          | MRAPBergefahrzeug      | DXM Dash                 | 22535          |                                                                                                   |
| ATF Dingo             | Deutschland                 | Mehrzweckfahrzeug      | Dingo 2                  | 10             |                                                                                                   |
| Typ 653               | Volksrepublik China         | Bergepanzer            |                          | 175            |                                                                                                   |
| Al-Hadeed             | Pakistan                    | Bergepanzer            |                          |                |                                                                                                   |
| M88                   | Vereinigte Staaten          | Bergepanzer            | M88A1                    | 52             |                                                                                                   |
| T-54                  | Sowjetunion                 | Bergepanzer            |                          |                |                                                                                                   |
| M47                   | Vereinigte Staaten          | Brückenlegepanzer      | M47M                     |                |                                                                                                   |
| M48                   | Vereinigte Staaten          | Brückenlegepanzer      |                          |                |                                                                                                   |
| Aardvark JSFU         | Vereinigtes Königreich      | Minenräumpanzer        | Mark II                  |                |                                                                                                   |

### Artillerie

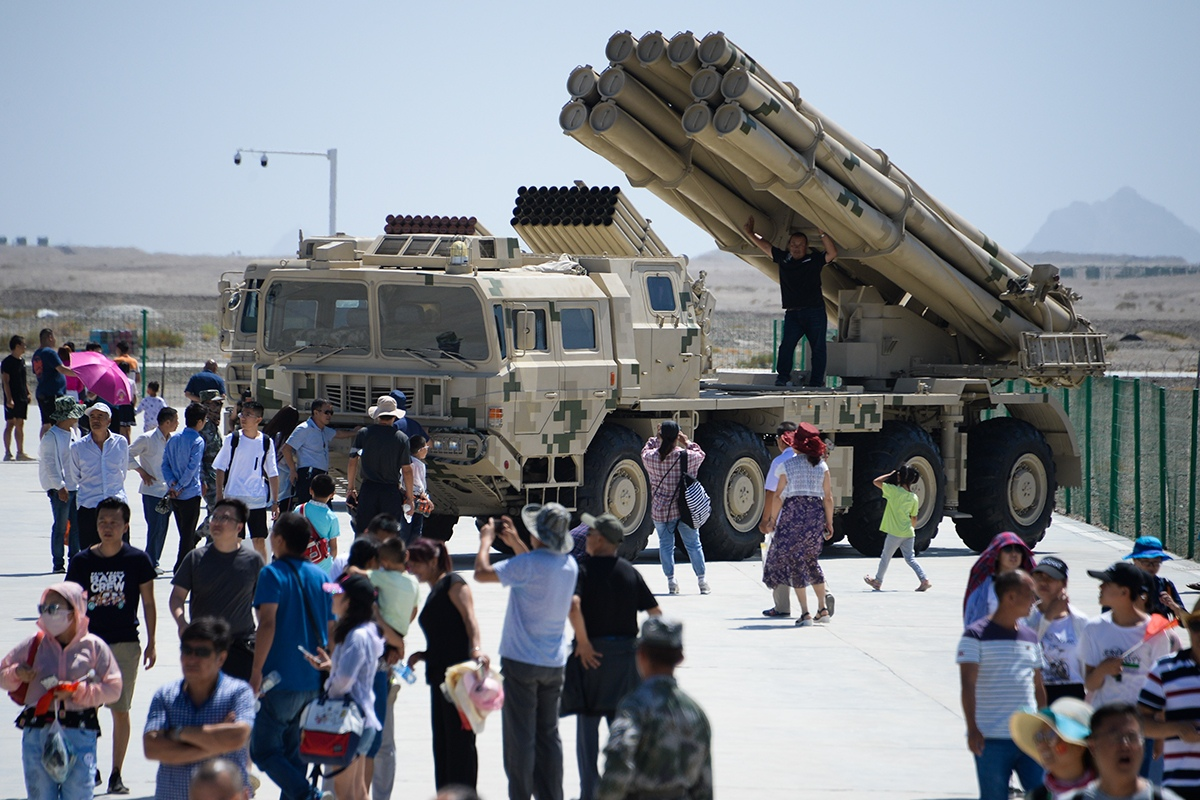
PHL-03 Mehrfachraketenwerfer

| Typ     | Herkunft                                 | Funktion                     | Version  | Anzahl        | Anmerkungen                               |
| ------- | ---------------------------------------- | ---------------------------- | -------- | ------------- | ----------------------------------------- |
| M109    | Vereinigte Staaten                       | 155-mm-Panzerhaubitze        | A2A5L    | 200ca. 115123 |                                           |
| PCL-181 | Volksrepublik China                      | 155-mm-Panzerhaubitze        |          | 56+           | Insgesamt sind 236 bestellt.              |
| M110    | Vereinigte Staaten                       | 203-mm-Panzerhaubitze        | A2       | 60            |                                           |
| M101    | Vereinigte Staaten                       | 105-mm-Haubitze              |          | 216           |                                           |
| M-56    | Italien                                  | 105-mm-Haubitze              |          | 113           |                                           |
| D-30    | Sowjetunion                              | 122-mm-Haubitze              |          | 80            |                                           |
| M1938   | Sowjetunion                              | 122-mm-Haubitze              |          | 490           |                                           |
| M114    | Vereinigte Staaten                       | 155-mm-Haubitze              |          | 144           |                                           |
| M198    | Vereinigte Staaten                       | 155-mm-Haubitze              |          | 148           |                                           |
| M115    | Vereinigte Staaten                       | 203-mm-Haubitze              |          | 28            |                                           |
| M-46    | Sowjetunion Volksrepublik China          | 130-mm-Kanone                | Typ-59-I | 410           | Lizenz-Nachbau aus China                  |
| BM-21   | Sowjetunion Volksrepublik China Pakistan | 122-mm-Mehrfachraketenwerfer |          | 52+           | Lizenz-Nachbauten aus China und Pakistan. |
| BM-30   | Sowjetunion Volksrepublik China          | 300-mm-Mehrfachraketenwerfer | A-100    | 36            | Lizenzbau aus China.                      |
| Fatah-1 | Pakistan                                 | 300-mm-Mehrfachraketenwerfer |          |               | Neuentwicklung. 2021 vorgestellt.         |
| Fatah-2 | Pakistan                                 | 300-mm-Mehrfachraketenwerfer |          |               | Noch unter Entwicklung.                   |

### Boden-Boden-Raketen

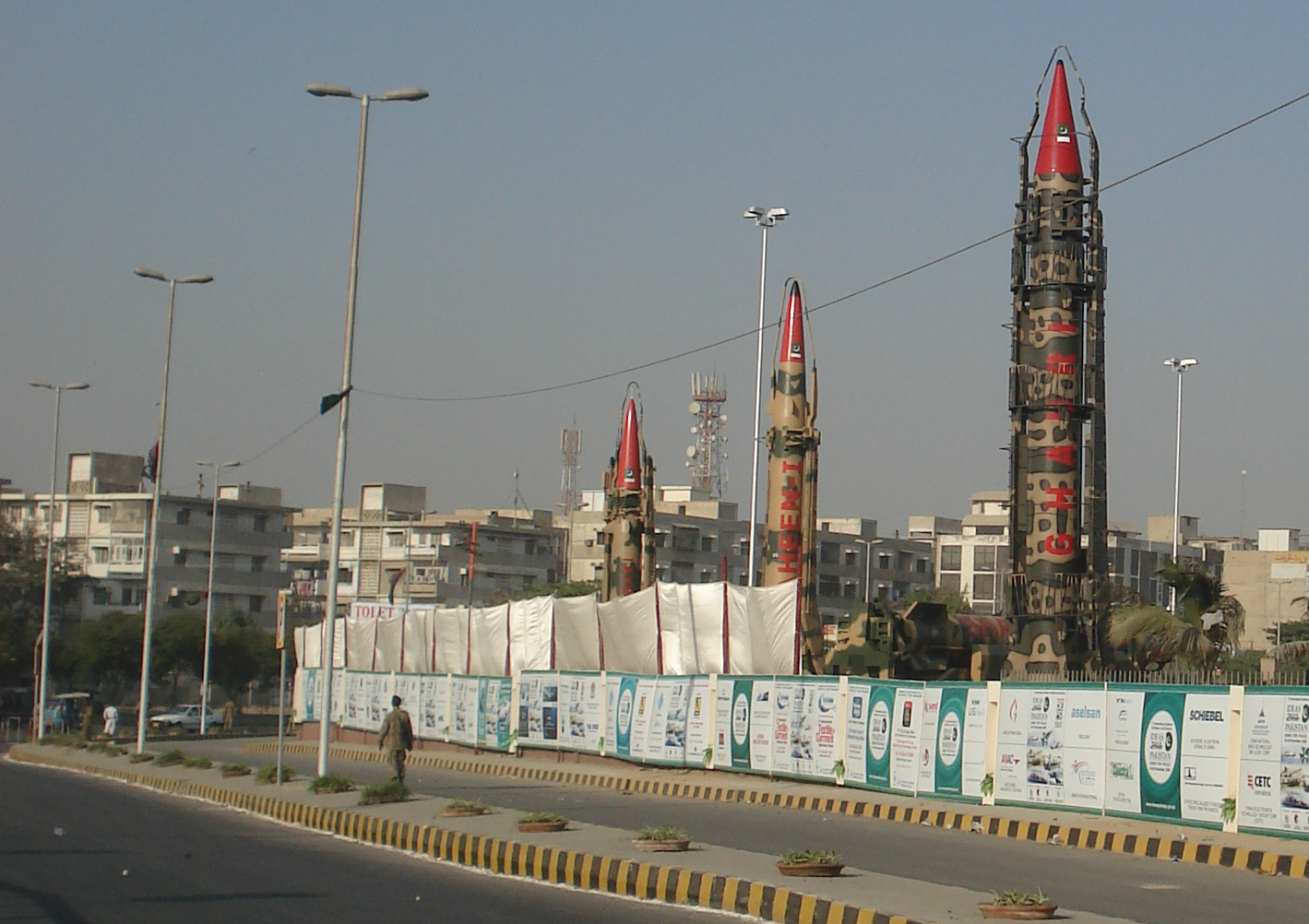
Abdali-I Kurzstreckenraketen

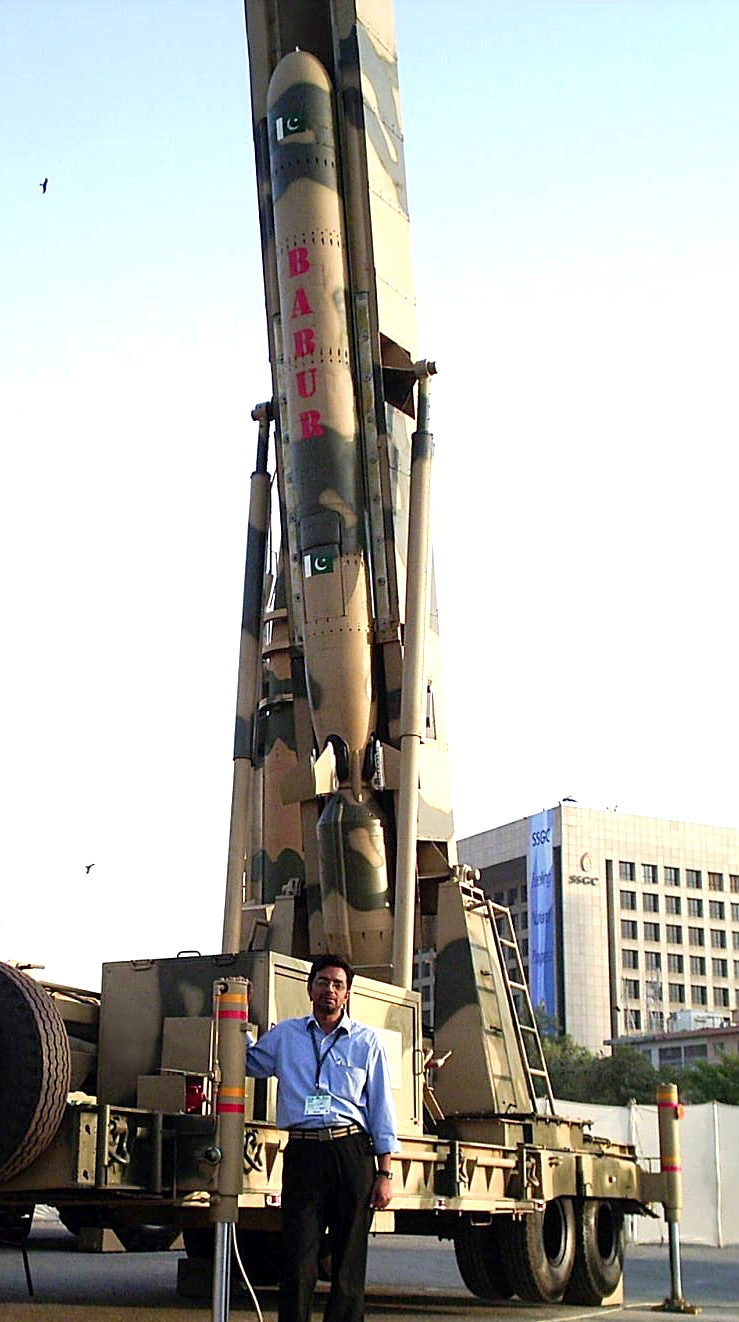
Marschflugkörper Babur

| Typ            | Herkunft | Funktion             | Version           | Anzahl | Anmerkungen    |
| -------------- | -------- | -------------------- | ----------------- | ------ | -------------- |
| Ghauri         | Pakistan | Mittelstreckenrakete | Ghauri IGhauri II | ca. 30 |                |
| Shaheen-II     | Pakistan | Mittelstreckenrakete |                   | ca. 30 |                |
| Shaheen-III    | Pakistan | Mittelstreckenrakete |                   |        | Wird getestet. |
| Ghaznavi       | Pakistan | Kurzstreckenrakete   |                   | ca. 30 |                |
| Shaheen-I      | Pakistan | Kurzstreckenrakete   |                   | ca. 30 |                |
| Abdali-I       | Pakistan | Kurzstreckenrakete   |                   |        |                |
| Nasr           | Pakistan | Kurzstreckenrakete   |                   |        |                |
| Hatf-I         | Pakistan | Ballistische Rakete  |                   | 105    |                |
| Hatf VII Babur | Pakistan | Marschflugkörper     |                   |        |                |

### Panzer- und Flugabwehrwaffen

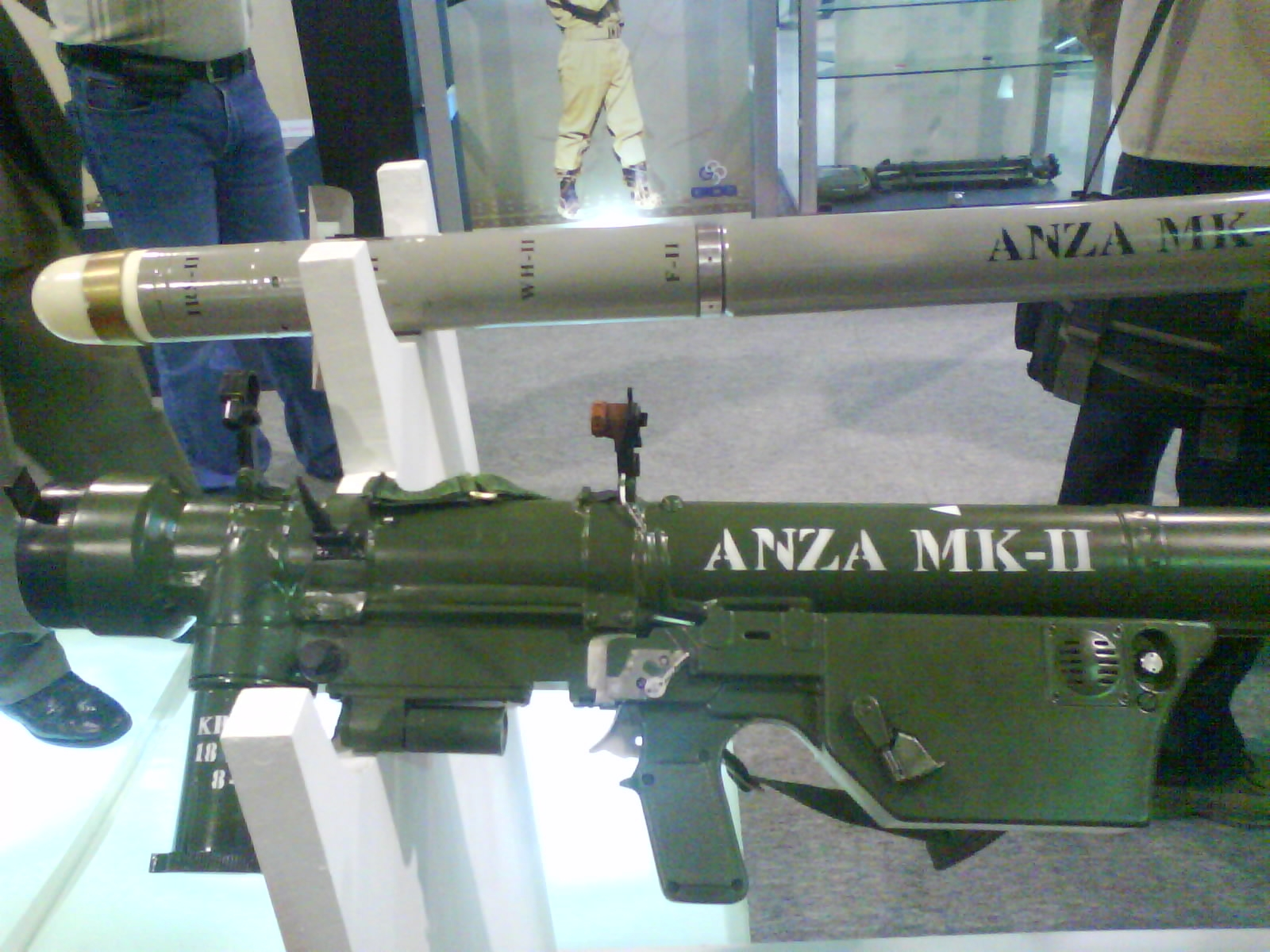
Anza Mk II MANPADS

| Typ                      | Herkunft                               | Funktion                | Version        | Anzahl       | Anmerkungen                |
| Panzerabwehr             | Panzerabwehr                           | Panzerabwehr            | Panzerabwehr   | Panzerabwehr | Panzerabwehr               |
| ------------------------ | -------------------------------------- | ----------------------- | -------------- | ------------ | -------------------------- |
| M901                     | Vereinigte Staaten                     | Panzerabwehrfahrzeug    |                |              |                            |
| Talha                    | Pakistan                               | Panzerabwehrfahrzeug    |                | ca. 30       | Ausgestattet mit HJ-8.     |
| HJ-8                     | Volksrepublik China                    | Panzerabwehrlenkwaffe   |                |              |                            |
| BGM-71 TOW               | Vereinigte Staaten                     | Panzerabwehrlenkwaffe   |                |              |                            |
| M20                      | Vereinigte Staaten Volksrepublik China | Rückstoßfreies Geschütz | M20Typ-52      |              | Chinesische Kopie.         |
| M40                      | Vereinigte Staaten                     | Rückstoßfreies Geschütz | A1             |              |                            |
| D-44                     | Sowjetunion Volksrepublik China        | Kanone                  | Typ 56         | 200          | Lizenzbau aus China.       |
| Flugabwehr               |                                        |                         |                |              |                            |
| HQ-9                     | Volksrepublik China                    | Flugabwehrraketensystem | HQ-9P          |              |                            |
| HQ-16                    | Volksrepublik China                    | Flugabwehrraketensystem | LY-80          | 27           |                            |
| HQ-22                    | Volksrepublik China                    | Flugabwehrraketensystem |                |              |                            |
| M113 mit RBS-70          | Vereinigte Staaten Schweden            | Flugabwehrfahrzeug      |                |              |                            |
| Anza                     | Pakistan                               | MANPADS                 | Anza II        |              |                            |
| HongYing-6               | Volksrepublik China                    | MANPADS                 |                |              |                            |
| Mistral                  | Frankreich                             | MANPADS                 |                |              |                            |
| QW-18                    | Volksrepublik China                    | MANPADS                 |                |              |                            |
| Oerlikon Zwillingskanone | Schweiz                                | 35-mm-Flugabwehrkanone  | GDF-002GDF-005 | 248          | Ausgestattet mit Skyguard. |
| M1939                    | Sowjetunion Volksrepublik China        | 37-mm-Flugabwehrkanone  | Typ 55Typ 65   | 310          | Chinesischer Nachbau.      |
| Bofors Geschütz          | Schweden                               | 40-mm-Flugabwehrkanone  | L/60           | 50           |                            |
| S-60                     | Schweden                               | 57-mm-Flugabwehrkanone  | Typ 59         | 144          |                            |
| M1939                    | Sowjetunion Volksrepublik China        | 85-mm-Flugabwehrkanone  | Typ 72         | 200          | Chinesischer Nachbau.      |

### Luftfahrzeuge

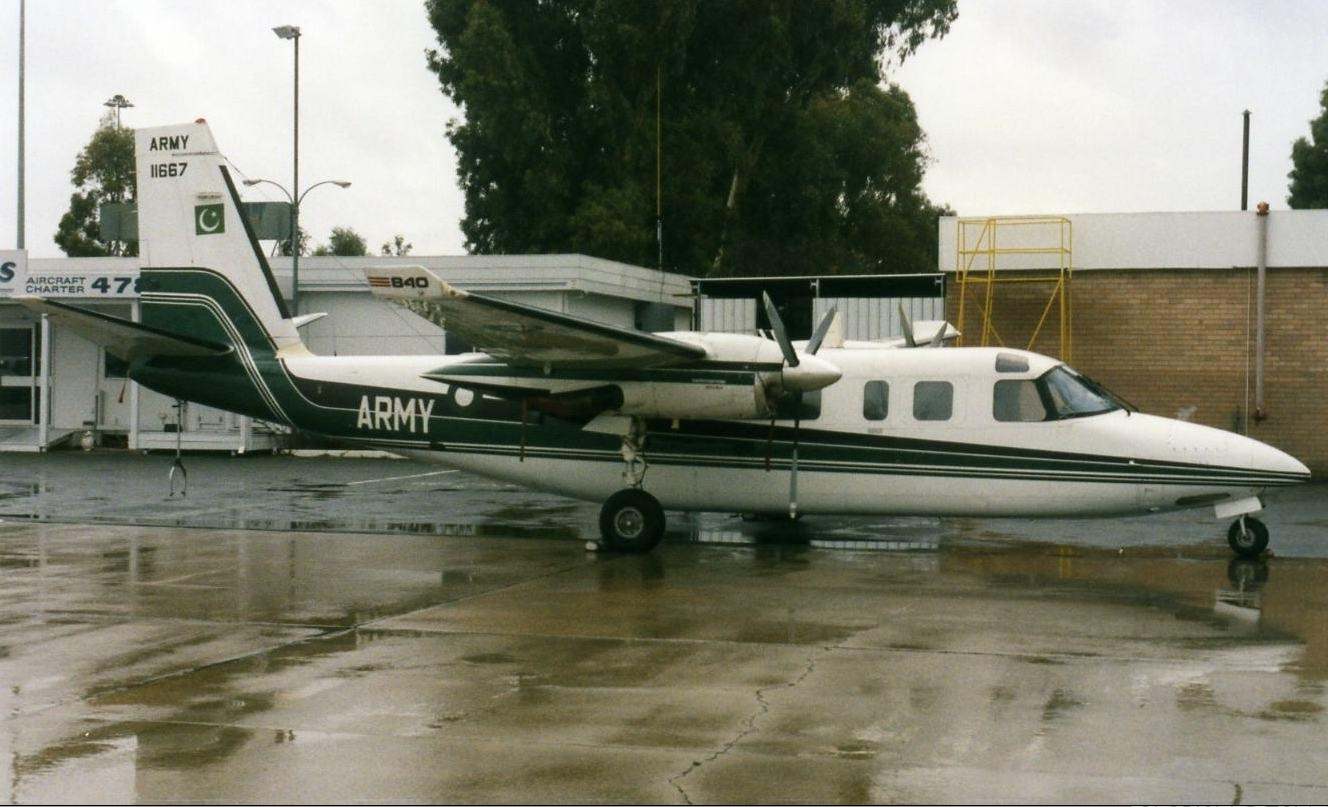
Turbo Commander des pakistanischen Heeres

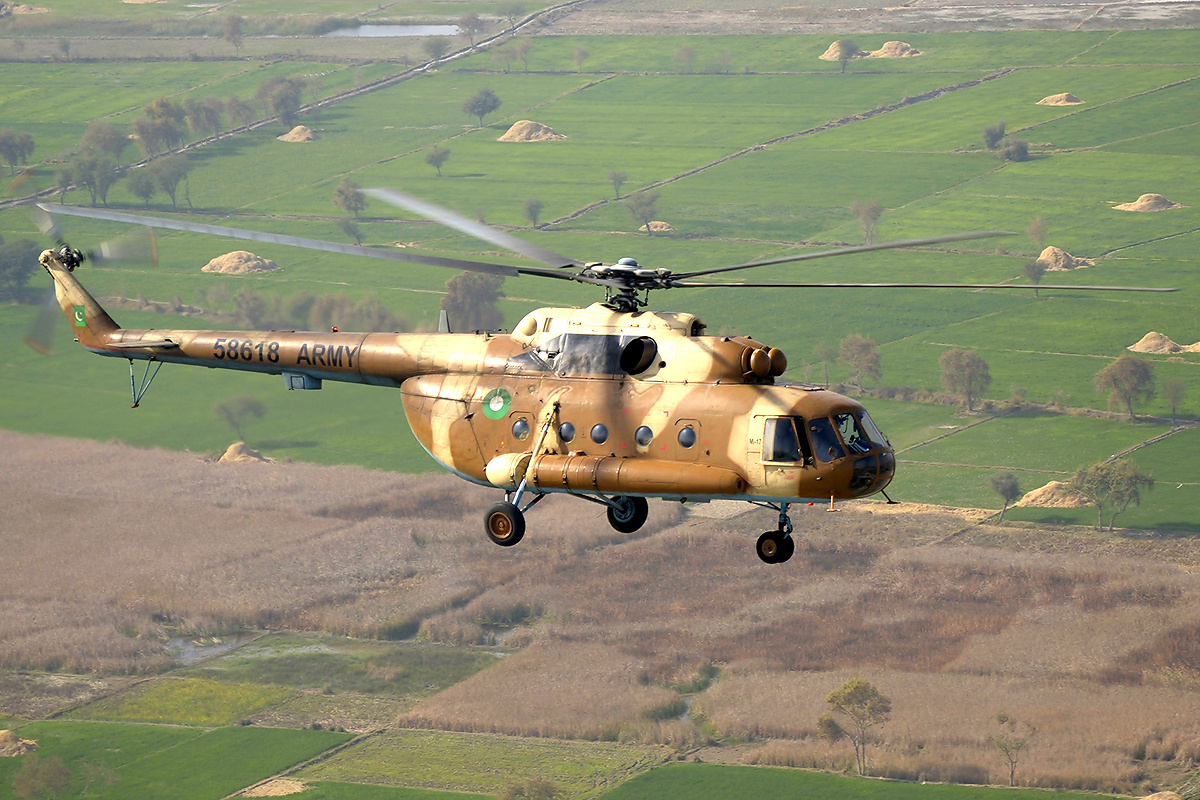
Pakistanische Mil Mi-17

| Typ                        | Herkunft                          | Funktion                             | Version                          | Anzahl    | Bestellt  | Anmerkungen |
| Flugzeuge                  | Flugzeuge                         | Flugzeuge                            | Flugzeuge                        | Flugzeuge | Flugzeuge | Flugzeuge |
| -------------------------- | --------------------------------- | ------------------------------------ | -------------------------------- | --------- | --------- | --- |
| Beechcraft King Air        | Vereinigte Staaten                | AufklärungsflugzeugTransportflugzeug | King Air 350                     | 36        |           | |
| Cessna 208                 | Vereinigte Staaten                | Transportflugzeug                    | 208B                             | 13        |           | |
| Cessna Citation II         | Vereinigte Staaten                | Transportflugzeug                    | Bravo                            | 1         |           | |
| Aero Commander 500         | Vereinigte Staaten                | Transportflugzeug                    | Turbo Commander                  | 2         |           | |
| Harbin Y-12                | Volksrepublik China               | Transportflugzeug                    | Y-12II                           | 4         |           | |
| Saab Safari                | Schweden Pakistan                 | Schulflugzeug                        | MFI-17 MFI-395                   | 214       |           | Lizenzbau aus Pakistan.                                                                                           |
| Hubschrauber               |                                   |                                      |                                  |           |           | |
| Bell AH-1                  | Vereinigte Staaten                | Kampfhubschrauber                    | AH-1F                            | 50        |           | Sollten durch 19 AH-1Z Viper ersetzt werden. Die Lieferung wurde abgesetzt und die Helis befinden sich in den USA |
| Mil Mi-24                  | Sowjetunion                       | Kampfhubschrauber                    | Mi-35M3                          | 4         |           | |
| Changhe Z-10               | Volksrepublik China               | Kampfhubschrauber                    | Z-10ME                           | 3         |           | 17 weitere geplant.                                                                                               |
| TAI T129                   | Türkei Italien                    | Kampfhubschrauber                    |                                  |           | 30        | |
| AgustaWestland AW139       | Italien                           | Mehrzweckhubschrauber                | AW139M                           | 7         |           | |
| Bell 412                   | Vereinigte Staaten                | Mehrzweckhubschrauber                | 412EP                            | 32        |           | |
| Airbus Helicopters H125    | Frankreich                        | Mehrzweckhubschrauber                | H125M                            | 35        |           | |
| Mil Mi-8                   | Sowjetunion                       | Mehrzweckhubschrauber                | Mi-8T Mi-17-1V Mi-171Sh Mi-17V-5 | 48        |           | |
| Aérospatiale SA-315        | Frankreich                        | Mehrzweckhubschrauber                | SA-315B                          | 17        |           | |
| Aérospatiale SA-319        | Frankreich                        | Mehrzweckhubschrauber                | SE-3160 SA-316B                  | 13        |           | |
| Bell UH-1                  | Vereinigte Staaten                | Mehrzweckhubschrauber                | UH-1H                            | 1         |           | |
| Aérospatiale SA 330        | Frankreich Vereinigtes Königreich | Transporthubschrauber                | SA-330L                          | 42        |           | Einer stürzte in einer UN Mission 2017 im Kongo ab. Ein anderer in 2022                                           |
| Bell 206                   | Vereinigte Staaten                | Schulungshubschrauber                | 260B                             | 18        |           | |
| Enstrom F-28               | Vereinigte Staaten                | Schulungshubschrauber                | 280FX                            | 19        |           | |
| Schweizer 300C             | Vereinigte Staaten                | Schulungshubschrauber                | 300C                             | 15        |           | |
| Unbemannte Luftfahrzeuge   |                                   |                                      |                                  |           |           | |
| CASC Rainbow               | Volksrepublik China               | Kampfdrohne                          | CH-4                             | 5         |           | |
| SATUMA Bravo               | Pakistan                          | Aufklärungsdrohne                    |                                  |           |           | |
| SATUMA Jasoos              | Pakistan                          | Aufklärungsdrohne                    |                                  |           |           | |
| Integrated Dynamics Vector | Pakistan                          | Aufklärungsdrohne                    |                                  |           |           | |

## Ränge
| Dienstgradgruppe | Generale             | Generale | Generale        | Generale     | Stabsoffiziere | Stabsoffiziere | Stabsoffiziere | Stabsoffiziere | Hauptleute / Leutnante | Hauptleute / Leutnante | Hauptleute / Leutnante |
| ---------------- | -------------------- | -------- | --------------- | ------------ | -------------- | -------------- | -------------- | -------------- | ---------------------- | ---------------------- | ---------------------- |
| Abzeichen        |                      |          |                 |              |                |                |                |                |                        |                        |                        |
| Dienstgrad       | Generalfeldmarschall | General  | Generalleutnant | Generalmajor | Brigadier      | Oberst         | Oberstleutnant | Major          | Hauptmann              | Oberleutnant           | Leutnant               |